# Rieres de Calafat - Golf de Sant Jordi

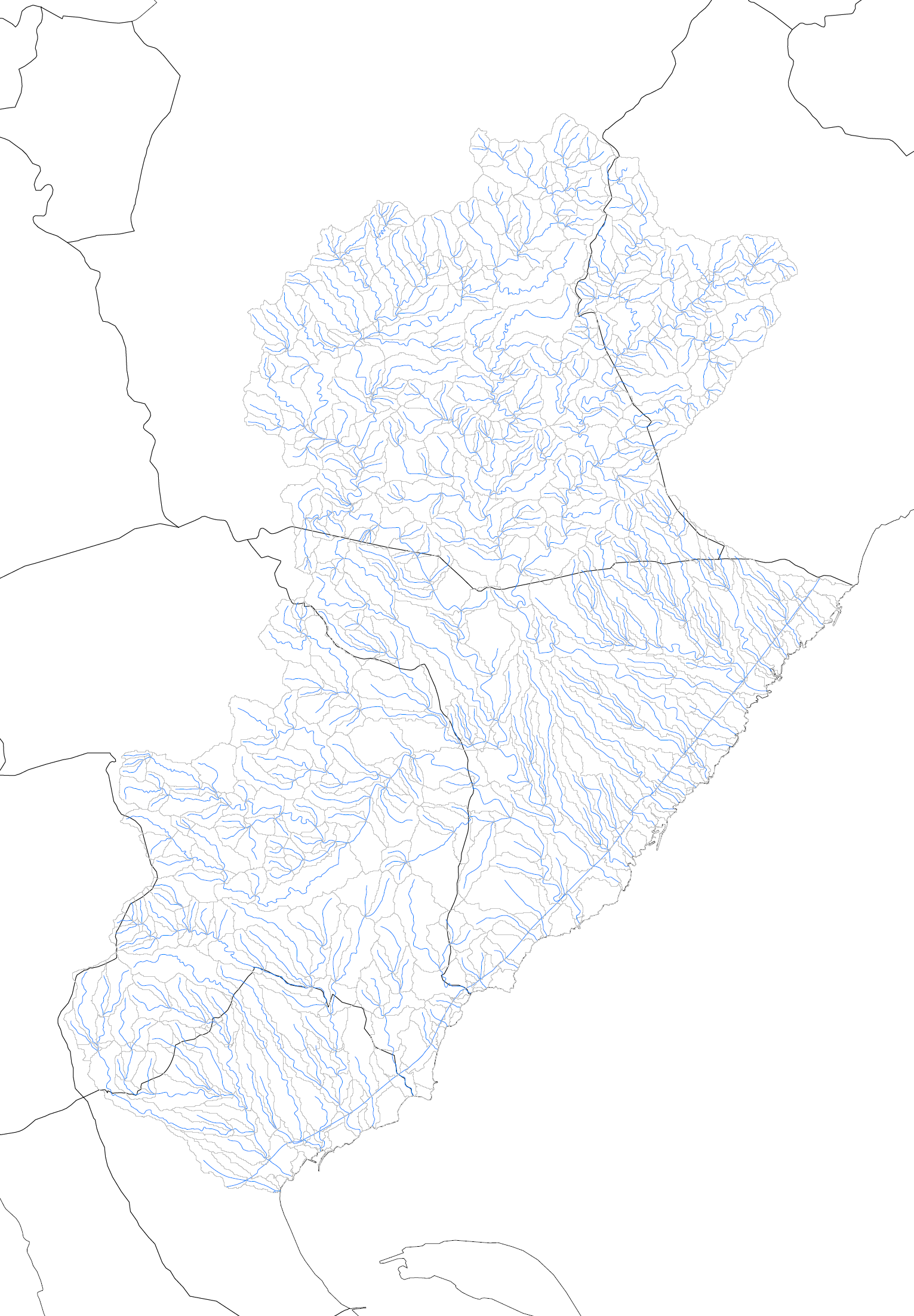
Les conques i rieres de Calafat - Golf de Sant Jordi i les zones que abracen dels municipis per les quals s'estenen

Les rieres de Calafat - Golf de Sant Jordi són una de les unitats hidrològiques de les Conques Internes de Catalunya. Abraça les conques hidrogràfiques compreses entre el cap de Terme, al nord de la costa de la comarca del Baix Ebre, i la conca hidrogràfica de l'Ebre. Les seves aigües van a parar al golf de Sant Jordi. Els tres barrancs més importants són el de l'Estany, el del Torrent del Pi i el de les Santes Creus.